# Paya Baroh
Paya Baroh is een bestuurslaag in het regentschap Pidie Jaya van de provincie Atjeh, Indonesië. Paya Baroh telt 423 inwoners (volkstelling 2010).